# Delta Horologii
Delta Horologii (δ Hor / HD 26612 / HR 1302) es la segunda estrella más brillante en la constelación de Horologium, el reloj, después de α Horologii. De magnitud aparente +4,93, está en el límite para poderse ver a simple vista. La estrella es más visible en los meses en torno a noviembre, pero solo para observadores situados en el hemisferio sur terrestre. Se encuentra a 175 años luz de distancia del sistema solar.
Delta Horologii es una estrella blanca de la secuencia principal, en general clasificada de tipo espectral A9V, aunque también ha sido clasificada como subgigante de tipo F2IV. Probablemente se encuentra al final de su etapa como estrella de la secuencia principal —en cuyo interior tiene lugar la combustión de hidrógeno—, y está empezando a transformarse en una estrella subgigante de mayor tamaño, siendo su radio 3,3 veces mayor que el radio solar. Su temperatura superficial es de 6970 K y su luminosidad es 27 veces mayor que la del Sol.
Presenta una metalicidad algo inferior a la solar ([Fe/H] = -0,09).
Tiene una masa doble de la del Sol y una edad estimada de 1000 millones de años.
Como otras estrellas de sus características, posee una alta velocidad de rotación —193 km/s—, casi 100 veces mayor que la del Sol.